# Adriano Moreira
Adriano José Alves Moreira (ur. 6 września 1922 w Grijó, zm. 23 października 2022) – portugalski polityk, prawnik i nauczyciel akademicki, minister, poseł do Zgromadzenia Republiki, od 1985 do 1988 przewodniczący Centrum Demokratycznego i Społecznego (CDS).

## Życiorys
W 1944 ukończył studia historyczno-prawnicze na Uniwersytecie Lizbońskim. Doktoryzował się następnie na Uniwersytecie Complutense w Madrycie. Uzyskał uprawnienia adwokata. Pracował jako kierownik sekcji archiwum policyjnego, a także w zarządzie przedsiębiorstwa energetycznego. Na początku lat 50. zajął się działalnością akademicką, został adiunktem w instytucie ISEU. Doszedł do stanowiska profesorskiego, objął funkcję dyrektora tego instytutu. Był założycielem i dyrektorem centrum badawczego Centro de Estudos Políticos e Sociais. W 1964 został przewodniczącym towarzystwa Sociedade de Geografia de Lisboa.
Początkowo związany z opozycją wobec reżimu Antónia de Oliveiry Salazara. Przystąpił do powstałego w połowie lat 40. ruchu Movimento de Unidade Democrática, a także bronił członków rodziny opozycyjnego generała, który zmarł w więzieniu. Sam Adriano Moreira za tę działalność również był czasowo aresztowany. W późniejszym czasie dołączył jednak do administracji Nowego Państwa. Był podsekretarzem stanu do spraw terytoriów zamorskich (1960–1961) oraz ministrem do spraw terytoriów zamorskich (1961–1962).
Po rewolucji goździków z 1974 wyemigrował do Brazylii, gdzie pracował jako nauczyciel akademicki. Pod koniec lat 70. wrócił do Portugalii. Do 1992 wykładał w lizbońskim Instituto Superior de Ciências Sociais e Políticas, pełnił funkcję przewodniczącego rady naukowej tej jednostki. Zajmował też stanowisko rektora Universidade Internacional.
W 1979 wstąpił do Centrum Demokratycznego i Społecznego. Między 1980 a 1995 sprawował mandat posła do Zgromadzenia Republiki. W latach 1985–1988 pełnił funkcję przewodniczącego CDS. W 2015 powołany w skład Rady Państwa, organu doradczego prezydenta Portugalii.

## Odznaczenia
- Krzyż Wielki Orderu Chrystusa (1962)[7]
- Komandor Orderu Chrystusa (1957)[7]
- Krzyż Wielki Orderu Świętego Jakuba od Miecza (1992)[7]
- Krzyż Wielki Orderu Infanta Henryka (2017)[7]
- Wielki Oficer Orderu Infanta Henryka (1961)[7]
- Krzyż Wielki Orderu Camõesa (2022)[7]
- Medalha de Mérito Cultural (2004)[8][9]
- Medalha da Defesa Nacional I klasy[9]
- Medalha de D. Afonso Henriques – Mérito do Exército I klasy[9]
- Medalha de Mérito Aeronáutico I klasy[9]
- Medalha Militar de Serviços Distintos I klasy[9]
- Krzyż Wielki Orderu Izabeli Katolickiej (Hiszpania)[10]
- Królewski Order Wiktoriański (Wielka Brytania)[9]
- Krzyż Wielki Orderu Krzyża Południa (Brazylia)[9]
- Krzyż Wielki Orderu Świętego Sylwestra (Watykan)[9]
- Komandor Orderu Alawitów (Maroko)[9]